# サドマゾ (R指定の曲)
「サドマゾ」は、日本のヴィジュアル系バンド、R指定が2015年2月11日に発売した通算18枚目のシングル。

## 概要
- 2015年、第1弾シングル。前作「包帯男/八幡の薮知らず」から4か月ぶりのリリースである。
- 通常盤と初回限定盤の2形態でのリリースで、初回限定盤には表題曲「サドマゾ」のPVとメイキング映像が収録されたDVDが封入されている。
- 前作に引き続きオリコンチャートではトップ10入りを果たした。

## 収録曲

### CD
1. サドマゾ
PVには東海林のり子が出演している。
2. ゴォトゥヘル 〜地獄への招待〜

### 初回限定盤 DVD
1. サドマゾ PV
2. サドマゾ PV Making

## 購入特典[2]
- ライカエジソン東名阪3店舗特典
  - 初回盤：メンバー企画DVD
  - 通常盤：アーティストフォト（集合）
- ライカエジソン原宿店・店舗限定特典
  - 初回盤：メンバー企画DVD（原宿店限定内容）
  - 通常盤：宏崇と楓の『ゲスの極み』CD
- ZEALLINK
  - 初回盤：コメントDVD(初回ver)＋ポストカード
  - 通常盤：コメントDVD（通常ver）
- little HEARTS.
  - 初回盤：コメントCD（店舗・通販別内容）
  - 通常盤：アーティストフォト（集合）
  - W購入：コメントDVD（店舗・通販別内容）
- 自主盤倶楽部
  - 初回盤：コメントDVD
  - 通常盤：アーティストフォト（集合）
- ブランドエックス
  - 2タイプ同時購入：コメントDVD＋アーティストカード（集合）
- fiveStars
  - 初回盤：コメントDVD (全2種)もしくは「宏崇と楓の『ゲスの極み』」収録CDのうち、いずれか1種をランダムにて。
  - 通常盤：アーティストフォト（集合）
- CROSS CAT
  - 初回盤：コメントDVD
  - 通常盤：アーティストフォト（集合）
- マジカルスクエア
  - 初回盤・通常盤共通：アーティストフォト
- ヴィレッジバンガード
  - 初回盤・通常盤共通：アーティストフォト
- タワーレコード
  - 初回盤・通常盤共通：アーティストフォト
- SPEED DISK 通販
  - 初回盤・通常盤共通：コメントDVD

## 収録アルバム
オリジナルアルバム
- 『少女喪失 -syojosoushitsu-』(#1)